# Ganggen
Ganggen (kinesiska: 岗根, 岗根苏木) är en socken i Kina. Den ligger i den autonoma regionen Inre Mongoliet, i den norra delen av landet, omkring 690 kilometer nordost om regionhuvudstaden Hohhot.
Genomsnittlig årsnederbörd är 537 millimeter. Den regnigaste månaden är juni, med i genomsnitt 159 mm nederbörd, och den torraste är december, med 3 mm nederbörd.